# Olfaktorische Referenzstörung
Die Olfaktorische Referenzstörung (ORS) bezeichnet eine psychische Erkrankung bei der betroffene Personen die Befürchtung haben, einen unangenehmen Körper- und/oder Mundgeruch (siehe auch Halitophobie) zu verbreiten, wobei andere Menschen diesen Geruch nicht wahrnehmen können.
Im ICD-11 ist die ORS zum ersten Mal als eigenständige Störung aufgeführt und dem Kapitel Zwangsstörungen und verwandte Störungen zugeordnet.
Wie verbreitet die ORS in der Allgemeinbevölkerung ist, lässt sich derzeit nicht zuverlässig beurteilen, da keine aussagekräftigen Studien existieren. Darüber hinaus gestaltet sich eine Erfassung der ORS als schwierig, da betroffene Personen oft unter starken Schamgefühlen leiden, die sie davon abhalten, sich Anderen anzuvertrauen.
Betroffene Personen versuchen in der Regel zunächst, den vermeintlich unangenehmen Geruchs zu beseitigen, wodurch sich eine recht hohe Prävalenz von 12–27 % in Mundgeruchssprechstunden erklären lässt. Psychotherapeutische oder psychiatrische Hilfe wird, wenn überhaupt, erst im späteren Verlauf gesucht.
Sowohl durch die Symptomatik, als auch durch die damit assoziierten Einschränkungen (z. B. sozialem Rückzug), kann eine starke emotionale Belastung entstehen. In der Folge können mit der ORS auch Suizidgedanken und Suizidversuche einhergehen. In durchgeführte Studien zeigte sich eine Prävalenz von 43 % bzw. 64 % bezogen auf das Vorliegen von Suizidgedanken und 21 % erfolgter Suizidversuche.

## Diagnose
(Quelle: )

### Kriterien
Im Folgenden werden die Diagnosekriterien aufgeführt, wobei der endgültige Wortlaut im ICD-11 abweichen kann, da bis dato noch keine verbindliche deutsche Übersetzung existiert.
| 1) Anhaltende Beschäftigung mit der Überzeugung, einen vermeintlichen übelriechenden oder widerlichen Körper- oder Mundgeruch zu verbreiten, welcher für andere Personen nicht oder nur in geringem Ausmaß wahrnehmbar ist. |
| 2) Die Personen erleben ein exzessives Sich-Bewusstsein über den vermeintlichen Geruch, oft einhergehend mit Beziehungsideen (z. B. die Überzeugung, dass andere Personen den unangenehmen Geruch bemerken, diesen bewerten oder darüber sprechen). |
| 3) In Reaktion auf ihre Befürchtungen zeigen die Personen folgende wiederholte und exzessive Verhaltensweisen: Kontrollen des eigenen Körpergeruchs oder damit assoziierter Ursachen (z. B. Kleidung); Rückversicherungen; Versuche den (vermeintlichen) Geruch zu überdecken, verändern oder verhindern (z. B. durch Deodorant, Parfum, wiederholtes Duschen, Kleidungswechsel, Zähneputzen, Zahnpflegeprodukte, Vermeidung bestimmter Speisen); Vermeidung sozialer oder anderer Situationen, in denen der vermeintliche Geruch von Anderen wahrgenommen werden könnte (z. B. durch räumliche Nähe oder Enge, wie bei Umarmungen, Küssen, in öffentlichen Verkehrsmitteln) |
| 4) Die Symptome sind nicht Folge anderer medizinischer Krankheitsfaktoren (z. B. Mundgeruch durch Tonsillensteine) und nicht Folge der Einnahme von Medikamenten mit Wirkung auf das Zentralnervensystem oder Entzugserscheinungen |
| 5) Die Symptome verursachen in klinisch bedeutsamer Weise Leiden oder Beeinträchtigungen in persönlichen, familiären, sozialen, schulischen, beruflichen oder anderen wichtigen Funktionsbereichen. |

### Einsicht
Bei der Diagnostik der ORS kann bestimmt werden, ob eine "angemessene bis gute" oder aber eine "schlechte bis fehlende" Einsicht vorliegt. Bei angemessener bis guter Einsicht ist die betroffene Person meistens in der Lage, die Möglichkeit in Betracht zu ziehen, dass die störungsspezifischen Überzeugungen nicht wahr sind, und ist bereit, eine alternative Erklärung zu akzeptieren. Eine "angemessene bis gute Einsicht" schließt nicht aus, dass die betroffene Person zeitweise keine oder wenig Einsicht hat, z. B. in Zeiten erhöhter Anspannung.